# Phradis
Phradis är ett släkte av steklar som beskrevs av Förster 1869. Phradis ingår i familjen brokparasitsteklar.

## Dottertaxa tillPhradis, i alfabetisk ordning[1][2]
- Phradis arivienae
- Phradis brachyarthrus
- Phradis brevicornis
- Phradis brevis
- Phradis brevitemporalis
- Phradis caudator
- Phradis corsicator
- Phradis decameron
- Phradis decrescens
- Phradis denticulatus
- Phradis flavoclypeatus
- Phradis gibbus
- Phradis interstitialis
- Phradis kasparyani
- Phradis kharimkotanicus
- Phradis kyushuensis
- Phradis longibasalis
- Phradis mesopleurator
- Phradis minutus
- Phradis molestus
- Phradis monticola
- Phradis morionellus
- Phradis nigritulus
- Phradis nikishenae
- Phradis obscuripes
- Phradis ovipositor
- Phradis pesenkoi
- Phradis polonicus
- Phradis pseudominutus
- Phradis punctipleuris
- Phradis punctus
- Phradis pusillus
- Phradis rufiventris
- Phradis terebrator
- Phradis thyridialis
- Phradis toreador
- Phradis vespertinus
- Phradis vinosus